# Antonio Fermo
Antonio Fermo (Gesso, 14 febbraio 1574 – Messina, 7 settembre 1636) è stato un presbitero italiano.

## La Congregazione di Gesù e Maria
Nel 1599 Antonio Fermo fondò la Congregazione di Gesù e Maria, riconosciuta dalle autorità ecclesiastiche (vescovo D. Pietro Ruiz) nel 1612, le cui regole sono scritte in Esercizi e regole della divozione in Gesù e Maria, testo pubblicato presso Pietro Brea nel 1623.
La congregazione  si diffuse rapidamente in Sicilia ed in Calabria, creando  come riferimento numerose chiese intitolate a Gesù e Maria, nelle quali è sempre possibile trovare un dipinto particolare il cui prototipo, ispirato da padre Antonio Fermo, è stato realizzato dal pittore Gaspare Camarda. Nella tela è raffigurata una grande croce, piantata sopra le nuvole, sulla destra della croce Gesù avvolto in un panno rosso, che con la destra benedice e con la sinistra mostra le piaghe del costato. Sulla sinistra della croce c'è la Madonna, tutto intorno angeli e putti,  con i vari strumenti della passione.
Chiese e dipinti esistono ancora in molti luoghi della Sicilia, oltre a  Messina, ad esempio a Monforte, Castroreale, Barcellona Pozzo di Gotto, Bronte.
Le maggiori informazioni sulla vita e le virtù di padre Antonio Fermo, sono ricavabili dall'opera monumentale del gesuita Placido Samperi Iconologia della gloriosa Vergine Madre di Dio protettrice della città di Messina.